# Voilà (Barbara Pravi)
Voilà is een nummer van de Franse zangeres Barbara Pravi. Het werd op 6 november 2020 vrijgegeven voor digitale download en streamingplatforms en is mede-gecomponeerd door Barbara Pravi, Igit en Lili Poe. Het nummer werd geschreven voor het Eurovisiesongfestival 2021 in Rotterdam. Het lied past binnen de traditie van het Franse chanson, waarbij vergelijkingen met Édith Piaf worden getrokken.
Het lied gaat over een jonge zangeres die haar ziel blootlegt en gehoord wil worden. De videoclip speelt zich af in het verleden in een oud stationsgebouw.
Op 27 augustus 2021 verscheen Pravi's debuutalbum On n'enferme pas les oiseaux, met daarop Voilà.

## Eurovisiesongfestival
Barbara Pravi vertegenwoordigde Frankrijk op het Eurovisiesongfestival 2021, nadat zij met het nummer Voilà werd gekozen via Eurovisie Frankrijk, c'est vous qui décidez!. Pravi won de jury en televote en verzamelde genoeg punten om de wedstrijd te winnen.
Aangezien Frankrijk lid is van de "Big Five", stond zij automatisch in de grote finale, die op 22 mei 2021 werd gehouden in Rotterdam Ahoy in het Nederlandse Rotterdam. Daar haalde Pravi de tweede plaats.

## NPO Radio 2 Top 2000
| Nummer met noteringen in de NPO Radio 2 Top 2000 | '21 | '22 | '23 | '24 |
| ------------------------------------------------ | --- | --- | --- | --- |
| Voilà                                            | 678 | 262 | 156 | 151 |

1. ↑  Een vetgedrukt getal geeft de hoogste notering aan.
2. ↑  2021 was het eerste jaar met een notering voor dit nummer.

## Trivia
In juli 2023 zong Emma Kok (die in 2021 The Voice Kids won) het nummer tijdens de Vrijthofconcerten van André Rieu. Hierna ging deze opname viraal op sociale media en in augustus verscheen er een single van. De video was in september 2023 meer dan 16 miljoen keer bekeken op Youtube.